# Gmünder Au
Die Gmünder Au ist ein 184 Hektar großes Naturschutzgebiet in den Gemeinden Pfatter und Wörth an der Donau im Landkreis Regensburg in Bayern. Die Gmünder Au liegt nördlich der Donau beim Pfatterer Ortsteil Gmünd.
Das Naturschutzgebiet umfasst einen „Alte Donau“ genannten Altwasserbogen der Donau, der 1851 entstand, als im Zuge der Donaubegradigung eine Flussschleife durchstochen wurde. Eine Verbindung mit der Donau im Osten führt allerdings zu jährlichen Überschwemmungen. Die Alte Donau wird von der Wiesent durchflossen. Das Naturschutzgebiet charakterisieren extensiv genutzte Wiesen, Tümpel mit Verlandungszonen und Gehölzbeständen der Weichholzaue. Weiter ist es Rast-, Brut- und Überwinterungsgebiet seltener Vogelarten. Im Westen liegen die Naturschutzgebiete Pfatterer Au (südlich der Donau) und Stöcklwörth (nördlich der Donau), im Osten bereits im Landkreis Straubing-Bogen das Naturschutzgebiet Donauauen bei Stadldorf. 